# B oldal
A b oldal (angolul b-side vagy flipside) az 1950-es évektől kezdődően kiadott 7"-es kislemez azon oldalát jelölte, amelyre nem az aktuális slágerszám („hit”) rádióváltozata, hanem az adott előadó egyéb, főleg a rajongóknak írt, nagylemezen ki nem adott felvétele került. Később az ilyen számok elnevezése is „b oldalas” lett, függetlenül attól, hogy a technológia fejlődése miatt ezek sokszor már nem is jelentek meg a hagyományos 7"-es bakelitlemezen. Előfordulhat, hogy egy később megjelenő válogatásalbum kizárólag az előadó B oldalas dalaiból készül.